# Papendrecht
Papendrecht é um município dos Países Baixos, situado na província da Holanda do Sul. Tem 10,79 km² de área e sua população em 2020 foi estimada em 32.095 habitantes.